# Armas Launis

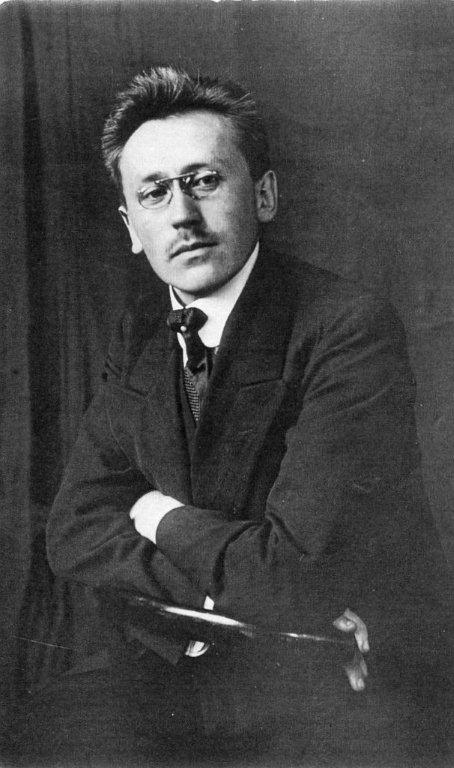
Armas Launis

Armas Launis (* 22. April 1884 in Hämeenlinna; † 7. August 1959 in Nizza) war ein finnischer Komponist, aber auch Volksmusik-Wissenschaftler, Hochschullehrer, Schriftsteller und Journalist.

## Der Komponist
Armas Launis schrieb hauptsächlich Opern. Zu zehn Opern verfasste er sowohl die Musik wie auch den Text. Aufgeführt wurden insbesondere:
- in Finnland: Die sieben Brüder (1913), die erste finnische komische Oper, und Kullervo (1917), beide als Bühnenaufführungen und Aslak Hetta als Konzertaufführung von 2004 in der Finlandia Hall in Helsinki unter der Leitung von Sakari Oramo
- in Frankreich: eine Bühnenaufführung von Kullervo (1940, Nizza, Palais de la Méditerranée) und verschiedene Radioausstrahlungen, unter anderem eine Kurzversion von Jehudith.

Daneben schrieb Armas Launis auch kammermusikalische Stücke, Kantaten, Chorwerke, Orchestersuiten und die Musik für den ersten volkskundlichen finnischen Film Eine Hochzeit in Karelien, dem Land der Poesie (1921).

## Der Volksmusik-Wissenschaftler
Launis war einer der ersten Wissenschaftler, die Volksmusik sammelten und erforschten. Auf ausgedehnten alleine unternommenen Reisen nach Lappland (1904, 1905, 1922), Kainuu (1902), Ingrien (1903, 1906), Karelien (1902, 1905) und Estland (1930) traf er Einheimische, unterhielt sich mit ihnen und hörte ihre Musik. Er machte Aufnahmen von bekannten Sängern, Klageweibern und Kantele-Spielern. Launis verstand den Reichtum und die Lebendigkeit der gesungenen Volkskunst ebenso wie ihre identitätsstiftende Bedeutung. Seine zahlreichen Veröffentlichungen und das Corpus der von ihm gesammelten Melodien stehen noch immer in hohem Ansehen und Nutzung als wertvolle Beiträge zum überlieferten Erbe der Nation.
Später reiste er nach Nordafrika und interessierte sich für die Musik der Araber, Berber und Beduinen. Dieser Einfluss wurde in seinen späten Werken merklich, besonders den Opern Théodora und Jéhudith.

## Der Hochschullehrer
Armas Launis promovierte (1911) und wurde Lehrer an der Universität von Helsinki. Er lehrte Musikanalyse und Kompositionslehre. Er vervollständigte seine Ausbildung in Berlin bei Wilhelm Klatte und in Weimar bei Waldemar von Baussenern. Es war ihm ein wichtiges Anliegen, die musikalische Ausbildung für alle zu öffnen. Deshalb gründete er die ersten Volkskonservatorien in Finnland und leitete sie bis 1930. Diese existieren heute noch. Schon 1920 wurde ihm vom finnischen Staat eine Pension auf Lebenszeit eingerichtet, die ihm seine Forschungsreisen ermöglichte.

## Der Journalist
Um den Kontakt mit seinem Heimatland aufrechtzuerhalten, schrieb Launis regelmäßig Artikel für verschiedene finnische Zeitungen (Helsingin sanomat, Uusi Suomi, Suomen Kuvalehti). Er war Mitbegründer und aktives Mitglied der Société de la presse étrangère de la Côte d’Azur (Gesellschaft der ausländischen Presse an der Côte d’Azur) und Journalist für die Association française d’expansion et d’échanges artistiques (Französische Gesellschaft für die Förderung des künstlerischen Austauschs).
Nach 1930 lebte er dauerhaft in Nizza und nahm am musikalischen Austausch zwischen Frankreich und Finnland teil.

## Werke

### Opern
- Die sieben Brüder (1913)
- Kullervo (1917)
- Aslak Hetta (1922)
- Das Hexenlied (1934)
- Der karelische Schal (1937)
- Der Sommer, der nie kam (1936)
- Jehudith (1937–1940)
- Es war einmal (1939)
- Theodora (1939)
- Gefrorene Flammen (1957)

### Bücher
- Über Art, Entstehung und Verbreitung der estnisch-finnischen Runenmelodien (1910)
- Ooppera ja puhenäytelmä: muutamia vertailevia piirteitä (1915)
- Esivanhempieni muisto 1500–1900 (1921)
- Aslak Hetta: 3 näytöksinen ooppera (libretto 1921)
- Kaipaukseni maa. Lapinkävijän muistoja (1922)
- Murjaanien maassa (1927)
- Suomen maaseutukaupunkien kansankonservatoriot (1927)
- Erään Turumaalaisen saaristolaisuvun vaiheita (1929)
- Tunturisävelmia etsimässä. Lapissa 1904 ja 1905. (Minna-Rikka Järvinen 2004)

### Melodien-Sammlung
- Lappische Juoigos-Melodien (1908) (Lappish melodies)
- Suomen kansan sävelmiä IV:I Inkerin runosävelmät (1910)
- Suomen partioväen laulukirja (1917)
- Suomen kansan sävelmiä IV:II Karjalan runosävelmät 1930
- Eesti runoviisid (Tartto 1930)

### Zeitschriftenartikel
- Runosävelmistä (Kalevalanseuran vuosikirja 1, 1921)
- Kullervo-oopperan esihistoriaa (Kalevalaseuran vuosikirja 1,1921)
- Saamein säveleitä etsimässä (Kalevalaseuran vuosikirja 2,1922)
- Muuan karjalainen kanteleensoittaja (Kalevalaseuran vuosikirja 1923)